# Aleš Križan
Aleš Križan (n. 25 iulie 1971, Maribor, Slovenia) este un fost fundaș sloven de fotbal, care a jucat pentru echipe precum Maribor, Barnsley și Korotan Prevalje, dar și pentru echipa națională de fotbal a Sloveniei.
Križan a jucat cel mai mult în Anglia pentru Barnsley, care l-a adus de la Maribor. A jucat în Premier League 1997-1998 la clubul South Yorkshire, jucând în 12 meciuri ca titular. Barnsley a retrogradat după acel sezon și a mai jucat în doar un singur joc de campionat pentru Barnsley după ce John Hendrie a devenit antrenor, lipsind și din cauza unei accidentări la picior la începutul sezonului. El a părăsit echipa în 2000, la scurt timp după ce coechipierii lui au pierdut finala playoff-ului cu Ipswich Town. Tot în 2000 a semnat cu Maribor, pentru care a jucat doi ani, iar apoi a semnat cu Korotan Prevalje.
După ce sa retras din fotbalul profesionist, a jucat fotbal la nivel de amatori în Austria pentru SV Wildon și USV Mettersdorf.
Križan a strâns 25 de selecții pentru echipa națională a Sloveniei între 1993 și 1998. A debutat pentru națională într-un meci cu Islanda din 2 mai 1998.